# Ottavio Fuscaldo

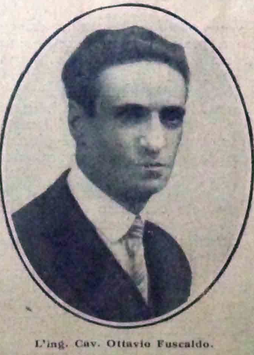
Ing. Ottavio Fuscaldo

Ottavio Fuscaldo (Verona, 6 marzo 1886 – ...) è stato un inventore e ingegnere italiano che lavorò per la Caproni aeronautica prima della seconda guerra mondiale. Fu autore di numerose importanti innovazioni meccaniche e motoristiche.

## Biografia

L'autoblindo Caproni-Fuscaldo Vespa

Ottavio Giovanni Giuseppe Fuscaldo nacque a Verona il 6 marzo 1886 alle ore 17:35. Prima di lavorare alla Caproni, nel 1920 a Brescia fondò la Rombo Società Automobili Brevetti Fuscaldo, per commercializzare il brevetto di un'automobile di sua concezione, con le quattro ruote disposte ai vertici di un rombo. La vettura si caratterizzava per avere un gruppo unico motore-trasmissione-freni. Questo studio fu la base per la realizzazione della Vespa-Caproni.
Costruì alla Officine Meccaniche di Brescia un motore V12 1500 cm3.
Tra le tante invenzioni spicca il brevetto della prima iniezione elettronica su un motore a combustione interna; egli fu il primo che intuì come controllare il flusso di carburante in un motore grazie ad un solenoide elettrico.
Lavorò per molte famose case automobilistiche italiane. Uno dei suoi progetti più importanti e innovativi per l'epoca fu il brevetto dell'iniezione elettronica, un'invenzione mostrata al Salone di Torino nel 1937. Il progetto prevedeva un distributore meccanico, simile a un distributore di accensione; questo eccitava il solenoide di ogni valvola iniettore posta su ogni tratto di aspirazione. Gli iniettori erano sottoposti a pressione elevata, con una regolazione della stessa che veniva efficacemente controllata dal percorso a vuoto nei tratti percorsi dal distributore meccanico; la fornitura agli iniettori del carburante era molto precisa fino a regimi di esercizio del motore molto alti (14.000 giri al minuto).
La prima prova di questo sistema di iniezione elettronica fu effettuata su una Moto Guzzi di 250 cc., successivamente fu anche testata su una Benelli.
L'applicazione pratica e più eclatante del suo sistema di iniezione elettronica arrivò, per la prima volta nell'automobilismo mondiale, durante la Mille Miglia del 1940, su un'Alfa Romeo 6C 2500 SS Spider "Ala Spessa" Touring. Sul motore 6 cilindri in linea di quest'auto i tre canonici carburatori vennero sostituiti dal suo sistema d'iniezione brevettato. Nonostante il motore fosse alimentato da una miscela di alcool e olio di palma, i due piloti-collaudatori della Caproni Antonio Chiodi e Livio de Zorzi raggiunsero il 24º posto assoluto, battuti dalle 6C 2500 ufficiali ma battendo quelle private, tutte alimentate a carburatori.

Fuscaldo ha inoltre lavorato nel settore aeronautico per la Caproni dove progettò il Fuscaldo 90 hp, un innovativo motore modulare a 3, 5, 7 e 9 cilindri radiale con elica a passo variabile in volo che svolgeva anche un'azione di freno aerodinamico in fase di atterraggio.

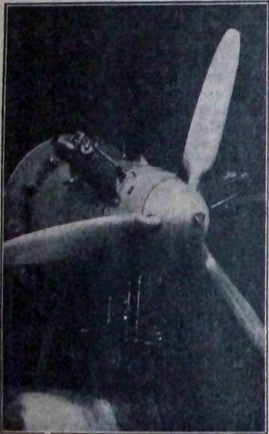
Il motore aeronautico Fuscaldo 50 hp

Nel 1935 mise a punto un particolare motore a 3 cilindri a due tempi e 6 pistoni, detto motore revolver Fuscaldo (motore a pistoni opposti), dove due pistoni mossi da opportuni cinematismi sono disposti in modo contrapposto e scorrono entrambi in modo opposto su un unico cilindro. In questo particolare motore i cilindri sono paralleli tra loro e permettono che all'interno del blocco motore possa esserci la canna di una mitragliatrice.

Rappresentazione animata di un moderno motore a pistoni opposti

Il motore, alimentato da un carburatore e da un compressore volumetrico, aveva le seguenti dimensioni:
- Alesaggio: 60 mm

- Corsa: 2 x 60 mm
- Cilindrata totale: 1 020 cc
- Giri motore max: 4 000 giri/min
- Potenza: 40 hp
- Peso complessivo: 105 kg (compreso di scarico, cappottatura, accessori vari ed elica a passo variabile).

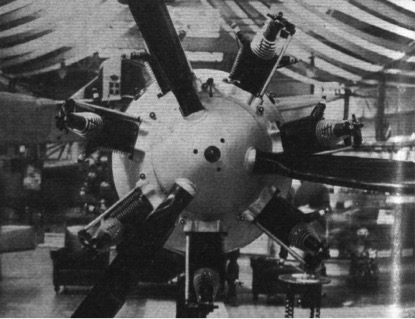
Il motore aeronautico Fuscaldo 90 hp

### Produzione brevettuale
- Internal-combustion engine (motore a combustione interna) Patent US2410728[12]

- Electromagnetic control for injectors of internal-combustion engines (controllo elettromagnetico per iniettore carburante per motore a combustione interna) Patent US2356577[13]

- Internal combustion engine fuel injector (iniettore carburante per motore a combustione interna) Patent US2297399[14]

- Electromagnetically controlled fuel injection (iniezione carburante controllata elettromagneticamente) Patent US2310773[6]

- Fuel injection valve apparatus (valvola per iniezione carburante) Patent US2332909[15]

- Fuel injection apparatus for internal combustion engines (iniettore carburante per motore a combustione interna) Patent US2305290[16]

- Vehicle wheel with central swiveling (veicolo a ruote con sterzo centrale) Patent US1555240[17]

## Vita privata
Ha contratto matrimonio con Candida De Clemente il giorno 1º ottobre 1908 a Torino.